# NGC 2493
NGC 2493 ist eine linsenförmige Galaxie vom Hubble-Typ SB0 im Sternbild Luchs am Nordsternhimmel. Sie ist schätzungsweise 174 Millionen Lichtjahre von der Milchstraße entfernt.
Das Objekt wurde am 31. Dezember 1788 von Wilhelm Herschel entdeckt.